# Karl-Aage Schwartzkopf
Karl-Aage Schwartzkopf (* 5. Januar 1920 in Lund; † 25. März 2009) war ein schwedischer Schriftsteller von Kinder- und Jugendliteratur.

## Leben
Karl-Aage Schwartzkopf zog im Alter von sechs Jahren mit seinen Eltern nach Korsika, wo er die Schule besuchte. Nach dem Abitur wurde er im Zweiten Weltkrieg als Grenzpolizist in Lappland eingesetzt und lebte in der Einsamkeit unter Nomaden.
Nach Kriegsende betätigte er sich zunächst als Fotograf, Weichensteller und Lokomotivenheizer, Bergführer und Reisebüromitarbeiter. 1946 wurde er erstmals als Kinderschriftsteller tätig, indem er eine Hörfunkserie über die „Eisenbahnfamilie“ Tuff-Tuff schrieb, die später auch in Buchform erschien.
1951 ergriff Schwartzkopf den Beruf des Journalisten und verfasste Reisereportagen rund um die Welt für unterschiedliche Zeitungen, von 1963 bis 1974 war er Redakteur der Reisezeitschrift Utflykt (deutsch: Ausflug). Seine Reisen führten ihn unter anderem nach Alaska, wo er eine Pilotenausbildung absolvierte. Sowohl das Land Alaska als auch seine Leidenschaft für das Fliegen prägten sein Schaffen als Buchautor wesentlich. Seine Abenteuererzählungen spielen meist in großartigen, wilden Landschaften, wobei die Charaktere durch Zähigkeit und Willensstärke Herausforderungen meistern.
Schwartzkopfs Interesse an Geschichtlichem sowie seine Forschungen über die Zeit der Karoliner schlugen sich in zwei historischen Jugendbüchern nieder, die während des Feldzuges von General Armfeldt gegen Norwegen spielen und illustrieren, wie tief der Krieg in das Leben junger Menschen eingreift.
Er war viele Jahre lang ein sehr produktiver Verfasser von Sendungen für den Schulfunk, insgesamt schrieb er etwa 200 Kinder- und Jugendsendungen für Radio und Fernsehen.
Schwartzkopf starb am 25. März 2009.

## Bücher

### Alaskapilot John Cross
Originaltitel Alaskapiloten, erschienen 1956, in Deutschland 1958, als Taschenbuch 1963. Der Militärflieger John Cross hat eigentlich eine glänzende Karriere als Verkehrspilot vor sich, aber nachdem er der Einladung seines Onkels Josef Grumman gefolgt ist, einen Sommer in Alaska als Buschpilot zu verbringen, ist er vom Zauber dieses Landes fasziniert und entschließt sich gegen den Willen seiner Eltern dazu, dort zu bleiben. In einzelnen Abenteuergeschichten erlebt der Leser mit, wie Cross die Fliegerei in der Wildnis als seinen Lebensinhalt entdeckt.

### Die rätselhafte Insel
Originaltitel Ishavspiloten (deutsch: Der Eismeerpilot), erschienen 1957, in Deutschland 1959, als Taschenbuch 1965 unter dem Titel Notsender … SOS. Auf einem ihrer Versorgungsflüge zu einer Forschungsstation im nördlichen Eismeer streifen John Cross und Josef Grumman einen Berg, wo laut Karte nur Meer ist. Die offiziellen Stellen glauben ihrer Darstellung nicht, nur ein alter Eskimo teilt ihnen mit, er habe auf einem weit zurückliegenden Jagdausflug an der vermuteten Position eine gebirgige Insel gesehen, die fast immer von dichtem Nebel eingehüllt sei. Einige Zeit später kommt Grumman auf einem Routineflug vom Kurs ab, muss notlanden, überlebt die Landung schwerverletzt und findet sich ausgerechnet auf jener Insel wieder, deren Bevölkerung, wie sich herausstellt, aus zwei verfeindeten Sippen russischer Herkunft besteht. John gelingt es nach dreimonatiger Suche schließlich mit Hilfe des alten Eskimo, den schon totgeglaubten Vermissten aufzuspüren und aus höchster Gefahr zu retten.

### Der Wildmarkpilot
Originaltitel Ödemarkspiloten, erschienen 1958, in Deutschland 1966. John Cross und Josef Grumman beteiligen sich an der Suche nach flüchtigen Verbrechern im Grenzgebiet von Alaska und Kanada. Nachdem Johns Flugzeug von einem wütenden Elch versenkt worden ist, wird er von den Gesuchten gefangen genommen, die mit seiner Freilassung ihre Freiheit erkaufen wollen. Nur durch einen glücklichen Zufall können die Flüchtigen im Fluchtflugzeug überwältigt werden.

### Die Föhrenburg
Originaltitel Höghuset vid myren, in Deutschland erschienen 1968. Kinderbuch. Ein von Naturliebhabern bewohntes, einsam im Wald gelegenes Hochhaus wird eines Tages von der durch „die Stadt“ verkörperten industrialisierten Gesellschaft abgeschnitten, worauf sich unter den Bewohnern eine intakte Gemeinschaft bildet, die die Interessen aller, Erwachsener und Kinder, gleichermaßen respektiert und auf technischen Komfort zugunsten eines naturverbundenen Lebensstils verzichtet. Alle sind glücklicher und gesünder als je zuvor. Als der Anführer der Gemeinschaft schließlich aus reinem Pflichtbewusstsein doch in die Stadt zurückkehrt, wird er dort ins Gefängnis gesperrt. Die drei Hauptvertreter der Kinder befreien ihn, werden jedoch auf dem Rückweg zur „Föhrenburg“, wie das Haus aufgrund seines Baumbewuchses genannt wird, von der Polizei verfolgt. Darauf beschließen die Bewohner, die Föhrenburg zu verlassen und noch tiefer in den Wald zu ziehen, um ihren freien Lebensstil nicht aufgeben zu müssen.

### Lagerfeuer vor Trondheim
Originaltitel Yngste karolinen (Der jüngste Karoliner), erschienen 1960, in Deutschland 1978. Der schwedische General Armfeldt zieht 1718 gegen Norwegen mit dem königlichen Befehl, Trondheim zu erobern. Der elfjährige Andreas Henrik Ramsay ist stolz darauf, als Page des Generals mitreiten zu dürfen. Für den Jungen ist der Krieg ein kolossales Spiel, in dem man Heldentaten vollbringt und am Ende alle Bösen besiegt. In der rauen Gemeinschaft freundet er sich eng mit dem 14-jährigen Trommler Martin an. Bei einigen persönlichen Begegnungen mit dem Feind erkennt Andreas, dass es sich dabei nicht um das anonyme Böse handelt, sondern um Menschen, die ebenso gut seine Freunde sein könnten. Die Eroberung Trondheims schlägt fehl, zumal es der Armee mangels Nachschub immer schlechter geht. Auf dem entbehrungsreichen Rückzug, dem Todesmarsch der Karoliner, erliegt in der letzten Nacht vor Erreichen der schwedischen Grenze auch Martin trotz Andreas’ liebevoller Pflege seiner Erschöpfung und seinen Erfrierungen. Andreas übernimmt Martins Trommel und erkennt, dass er durch den Krieg nicht nur seinen besten Freund, sondern seine ganze Kindheit verloren hat.

## Sonstige Werke
(nicht auf Deutsch erschienen)
- Klass 5 flyter bort (Klasse 5 verreist, 1951)
- Fjällflygaren (Der Fjällflieger, 1963)
- Fjällflygaren och vargen (Der Fjällflieger und der Wolf, 1964)
- Trumvirveln (Der Trommelwirbel, 1966) – Historische Erzählung
- Klart spår till Tomteboda, TV-Familienserie mit 24 15-minütigen Episoden in schwedischer Sprache, Start 1968[1]